# Trânsfuga de classe
Trânsfuga de classe, desertor de classe ou desertor social são termos que designam um indivíduo que passou por uma transformação em seu ambiente social através da mobilidade social.

## Definição
O conceito de "transclasse" foi proposto pela primeira vez em 2014 pela filósofa francesa Chantal Jaquet - ela mesma produto de uma trajetória transclasse - em seu livro Les Transclasses ou la Non-Reproduction.
Um "desertor de classe" tornou-se um termo pejorativo que populariza artificialmente a ideia de mobilidade social num mundo onde as possibilidades reais de mobilidade são reduzidas e pode fazer o "desertor" experimentar questionamentos sobre seu sucesso, conquistas e futuro.
A mudança ascendente nas classes sociais pode carretar dificuldades sociológicas ou psicológicas, como a neurose de classe, quadro clínico causado pela confluência de fatores sociais e psíquicos com consequências como o complexo de inferioridade, o sentimento de culpabilidade e a vergonha.